# Liste der Kulturgüter in Brittnau
Die Liste der Kulturgüter in Brittnau enthält alle Objekte in der Gemeinde Brittnau im Kanton Aargau, die gemäss der Haager Konvention zum Schutz von Kulturgut bei bewaffneten Konflikten, dem Bundesgesetz vom 20. Juni 2014 über den Schutz der Kulturgüter bei bewaffneten Konflikten sowie der Verordnung vom 29. Oktober 2014 über den Schutz der Kulturgüter bei bewaffneten Konflikten unter Schutz stehen.
Objekte der Kategorie A sind im Gemeindegebiet nicht ausgewiesen, Objekte der Kategorie B sind vollständig in der Liste enthalten, Objekte der Kategorie C fehlen zurzeit (Stand: 1. Januar 2023). Unter übrige Baudenkmäler sind weitere geschützte Objekte zu finden, die in der Bau- und Nutzungsordnung der Gemeinde verzeichnet und nicht bereits in der Liste der Kulturgüter enthalten sind.

## Kulturgüter
| Foto |                                                                | Objekt                            | Kat. | Typ | Standort                                   | Beschreibung |
| ---- | -------------------------------------------------------------- | --------------------------------- | ---- | --- | ------------------------------------------ | --- |
| ja   | Datei hochladen · Wikidata zu Haus (Q29575817)                 | Haus KGS-Nr.: 15278               | B    | G   | Strählgasse 12 638708 / 234466             | 1808 erbautes repräsentatives Wohnhaus im klassizistischen Stil mit Mansarddach, rustizierten Ecklisenen sowie profiliertem Gurt- und Hauptgesims.                                                       |
| ja   | Datei hochladen · Wikidata zu Speicher in Brittnau (Q29575820) | Speicher KGS-Nr.: 15279           | B    | G   | Brühlgasse 1.1, Ausserdorf 638403 / 234561 | 1752 erbauter Getreidespeicher. Hölzerner Ständerbau unter geknicktem Satteldach und mit ringsum geführter Laube.                                                                                        |
| ja   | Datei hochladen · Wikidata zu Reformierte Kirche (Q1667565)    | Reformierte Kirche KGS-Nr.: 15280 | B    | G   | Dorfstrasse 10.2 638567 / 234337           | Im 16. Jahrhundert im spätgotischen Stil erbautes Kirchengebäude (Turm von 1585); Teile der Nordmauer stammen aus dem 10./11. Jahrhundert.                                                               |
| ja   | Datei hochladen · Wikidata zu Mühle (Q29575819)                | Mühle KGS-Nr.: 15281              | B    | G   | Zur Mühle 64 638711 / 234632               | 1603 erbaute Mühle (1702 umgebaut). Verputzter viergeschossiger Mauerbau unter geknicktem Satteldach mit Ründe und geschnitzten Bügen. An der Ostseite achteckiger Treppenturm unter kantigem Spitzhelm. |

## Übrige Baudenkmäler
| ID | Foto |                 | Objekt                             | Typ | Standort                               | Beschreibung |
| -- | ---- | --------------- | ---------------------------------- | --- | -------------------------------------- | ------------ |
| 1  | ja   | Datei hochladen | Altes Schulhaus (1829)             | G   | Dorfstrasse 11 638447 / 234429         |              |
| 2  | ja   | Datei hochladen | Bezirksschulhaus (1909)            | G   | Dorfstrasse 85 638454 / 234387         |              |
| 3  | ja   | Datei hochladen | Gasthof Sonne (1821)               | G   | Dorfstrasse 6 638521 / 234296          |              |
| 4  | ja   | Datei hochladen | Wohnhaus (1801)                    | G   | Dorfstrasse 12 638537 / 234377         |              |
| 5  | ja   | Datei hochladen | Bauernhaus Nr. 95, Wohnteil        | G   | Grienmattweg 1 638624 / 234271         |              |
| 6  | ja   | Datei hochladen | Hochstudhaus (16./17. Jh.)         | G   | Dorfstrasse 36 638293 / 234552         |              |
| 7  | BW   | Datei hochladen | Bauernhaus (1846)                  | G   | Dorfstrasse 17 638355 / 234502         |              |
| 8  | BW   | Datei hochladen | Speicher (1789)                    | G   | Dorfstrasse 17.1 638377 / 234477       |              |
| 9  | ja   | Datei hochladen | Speicher (1757)                    | G   | Mühlackerweg 5a.1 638845 / 234418      |              |
| 10 | BW   | Datei hochladen | Bauernhaus (um 1810)               | G   | Zofingerstrasse 47 638534 / 236092     |              |
| 11 | BW   | Datei hochladen | Stöckli (frühes 19. Jh.)           | G   | Zofingerstrasse 47 638542 / 236071     |              |
| 12 | BW   | Datei hochladen | Webhaus (um 1800)                  | G   | Altweg 3 638411 / 234262               |              |
| 13 | BW   | Datei hochladen | Bauernhaus (spätes 18. Jh.)        | G   | Weiherweg 2 637722 / 234201            |              |
| 14 | ja   | Datei hochladen | Schulhaus (1902/03)                | G   | Mättenwil 345 636038 / 233421          |              |
| 15 | ja   | Datei hochladen | Altes Schulhaus (1795)             | G   | Mättenwil 341 636054 / 233303          |              |
| 16 | ja   | Datei hochladen | Kornspeicher (18. Jh.)             | G   | Mättenwil 341.1 636056 / 233312        |              |
| 17 | ja   | Datei hochladen | Wohnhaus (ehem. Schmiede, um 1800) | G   | Mättenwilerstrasse 338 635893 / 233208 |              |
| 18 |      | Datei hochladen | Speicher (um 1750)                 | G   | Mättenwil, Stampfi                     |              |
| 19 |      | Datei hochladen | Stöckli (1778)                     | G   | Oberer Geissbachweg                    |              |
| 20 |      | Datei hochladen | Kornspeicher (1781)                | G   | Oberer Geissbachweg                    |              |
| 21 |      | Datei hochladen | Bauernhaus (um 1850)               | G   | Mättenwil, Unterer Sennhof             |              |
| 22 |      | Datei hochladen | Speicher (um 1750)                 | G   | Grod, Bötschenbühlweg                  |              |
| 23 |      | Datei hochladen | Speicher/Ofenhaus (1826)           | G   | Liebigen, Liebigenweg                  |              |
| 24 |      | Datei hochladen | Stöckli (um 1820/30)               | G   | Liebigen, Pfaffnauerstrasse            |              |
| 26 |      | Datei hochladen | Hochstudhaus                       | G   | Liebigen, Hönetenweg                   |              |
| 27 |      | Datei hochladen | Doppelspeicher (spätes 18. Jh.)    | G   | Oberliebigen, Tommenhubelweg           |              |
| 28 |      | Datei hochladen | Hochstudhaus (18. Jh.)             | G   | Oberliebigen, Tommenhubelweg           |              |
| 29 |      | Datei hochladen | Kornspeicher (18. Jh.)             | G   | Wiggerhöfe                             |              |
| 30 | ja   | Datei hochladen | Spritzenhäuschen Rossweid          | G   | Rossweid 320.3 637453 / 233091         |              |
| A4 | BW   | Datei hochladen | Speicher (1752)                    | G   | Hausmattweg 1 638412 / 234583          |              |

Legende: Siehe Legende der Liste der Kulturgüter von nationaler und regionaler Bedeutung. Anstelle der KGS-Nummer wird als Objekt-Identifikator (ID) die Inventar- oder Gebäudenummer in der Bau- und Nutzungsordnung der Gemeinde verwendet.